# Ренат Профутур Фригерид
Ренат Профутур Фригерид (на латински: Renatus Profuturus Frigeridus; около 450 г.) е римски историк от късноримската епоха вероятно през 5 век.
Пише история Historia Francorum в 12 книги, която завършва със смъртта на Флавий Аеций през 454 г. по времето на император Валентиниан III. Произведението му не е запазено, но през 6 век два пъти е ползвано и цитирано от Григорий Турски в Historia Francorum.
Фригерид вероятно продължава историята на Сулпиций Александър за франките Decem Libri Historiarum (II 9) на територията на Римската империя.